# Dick Pope
Dick Pope (ur. 1947 w Bromley w hrabstwie Kent, zm. 22 października 2024) – brytyjski operator filmowy znany głównie ze współpracy z reżyserem Mikiem Leighem, nominowany w 2007 roku do Oscara za zdjęcia do filmu Iluzjonista (w reżyserii Neila Burgera). Zdobywca nagrody specjalnej (1999) oraz Złotej (1996 za Sekrety i kłamstwa oraz 2004 za Vera Drake) i Srebrnej Żaby (2006 za Iluzjonista) na Międzynarodowym Festiwalu Sztuki Autorów Zdjęć Filmowych Camerimage.

## Wybrana filmografia
- 2010 Kolejny rok
- 2008 Happy-Go-Lucky, czyli co nas uszczęśliwia
- 2006 Iluzjonista
- 2004 Vera Drake
- 1996 Sekrety i kłamstwa
- 1995 Nothing Personal
- 1992 Złoto głupców
- 1990 Połyskliwa skóra
- 1987 Porterhouse Blue
- 1980 Women in Rock